# Greenidea chiengmaiensis
Greenidea chiengmaiensis är en insektsart som beskrevs av Robinson 1972. Greenidea chiengmaiensis ingår i släktet Greenidea och familjen långrörsbladlöss. Inga underarter finns listade i Catalogue of Life.